# Strymon andrewi
Strymon andrewi är en fjärilsart som beskrevs av Johnson och David Matusik 1988. Strymon andrewi ingår i släktet Strymon och familjen juvelvingar. Inga underarter finns listade i Catalogue of Life.